# Przepis na miłość (film 2005)
Przepis na miłość (ang. Chicken Tikka Masala) – brytyjska komedia romantyczna z 2005 r. w reżyserii Harmage Singh Kalirai opowiadająca o gejowskim romansie na tle hinduskiego środowiska imigrantów w Wielkiej Brytanii.

## Opis fabuły
Akcja filmu rozgrywa się współcześnie w angielskim mieście. Jimi jest jedynym synem indyjskich imigrantów i studentem medycyny dorabiającym w biurze podróży. Jego rodzina stara się żyć według reguł Starego Kraju i kiedy z Delhi do jego rodziców przybywają krewni z piękną córką, jego babcia postanawia zaaranżować małżeństwo. Kłopot w tym, że według wróżbity, ślub musi się odbyć w ciągu najbliższego tygodnia. Rodzina rozpoczyna gorączkowe przygotowania, a Jimi nie ma odwagi przyznać, że jest zakochany w Jacku, którego wszyscy uważają tylko za jego przyjaciela.
Siostrzenica Jacka, mała Hannah, chce pomóc kochankom – przyszłej żonie Jimiego mówi, że jest jego córką. Rodzina chłopaka, jest zszokowana i odwołuje ślub. Trudna sytuacja wydaje się być zażegnana, jednak po krótkim namyśle, rodzice postanawiają popchnąć Jimiego w nowe małżeństwo, tym razem z matką dziewczynki – niechlujną, wulgarną oraz sporo pijącą Vanessą. Jimi nie potrafi ujawnić się jako gej, zwłaszcza wobec pełnych nadziei rodziców, chcących doczekać się wnuków. Rozpoczynają się przygotowania do kolorowej hinduskiej ceremonii zaślubin, a Jimi brnie w wykrętach, raniąc przy tym uczucia swojego chłopaka. Nieświadomi prawdy rodzice robią wszystko, aby "uszczęśliwić" syna.

## Realizacja filmu i oddźwięk
Film jest przedsięwzięciem Seven Spice Film i 2B2 TV Network Ltd. Nakręcony był w Preston w hrabstwie Lancashire w Wielkiej Brytanii przy udziale tamtejszej społeczności hinduskiej. Angielski tytuł filmu nawiązuje do nazwy hindusko-brytyjskiej potrawy, kurczaka tikka masala, będącej międzykulturowym daniem, popularnym w wieloetnicznym społeczeństwie wielkich miast Zjednoczonego Królestwa.
W Polsce film ukazał się na DVD wydanym przez Carisma Entertainment Group jako wydawnictwo prasowe z serii "Top DVD Bollywood" w 2008 r. Nazwa brytyjsko-hinduskiej potrawy nie jest rozpoznawalna przez polskiego widza, dlatego zdecydowano się na rozpowszechnianie pod zmienionym tytułem. Na obwolucie filmu zamieszczono za to przepis kulinarny i skład mieszanki przypraw tikka. Reklamowany był przy tym jako film bollywoodzki, nie mając faktycznie nic wspólnego z hinduskimi produkcjami. Zawiera jedynie elementy folkloru i tradycyjnej muzyki a pozbawiony charakterystycznych dla Bollywood scen śpiewnych. Jest więc europejskim filmem zrealizowanym przez Hindusów i traktującym o ich własnym środowisku imigracyjnym.

"Przepis na miłość" to komedia zbudowana na pomyśle starcia kultury Wschodu i Zachodu. Wschód symbolizują konserwatywne tradycje rodziców i zabobony babci, Zachód – homoseksualizm Jimiego i niewyparzona gęba seksualnie rozwiązłej Brytyjki. Na tym fundamencie Kalirai buduje historię o prawdziwej miłości i kryzysie tożsamości, jaki przechodzą kolejne pokolenia emigrantów. Całość wyszła nieco topornie, ale robi na tyle przyjemne wrażenie, że odbiorcy filmu powinni czuć się zadowoleni. Nie da się ukryć, że jest to debiut reżyserski Kaliraia.

Filmowi wytykano potknięcia warsztatowe w scenariuszu i reżyserii oraz niedostatki w grze aktorskiej, które jednak maskowane są entuzjazmem twórców i pogodną wymową fabuły. Podkreślano, że ma też bardzo precyzyjnie określonego odbiorcę, a jest nim widownia homoseksualna, która pragnie obejrzeć na ekranie przyjemną i mało wymagającą gejowską komedię romantyczną.

## Nagrody i nominacje
- 2004: nominacja do Raindance Award w ramach British Independent Film Awards (BIFA)
- 2005: nagroda dla najlepszej aktorki dla Sally Bankes podczas Dallas OUT TAKES

## Obsada
| - Chris Bisson jako Jimi Chopra - Peter Ash jako Jack - Zohra Sehgal jako babcia - Saeed Jaffrey jako Chandra P. Chopra, ojciec Jimiego - Jamila Massey jako Asha Chopra, matka Jimiego - Sally Bankes jako Vanessa, ciotka Jacka - Shobu Kapoor jako Minaxi Patel - Jinder Mahal jako Simran - Rohena Kumar jako kuzyn Jimiego - Sushil Chudasama jako Ravi - Katy Clayton jako Hanah - Louisa Eyo jako Marlene - Harish Patel jako Harish Patel - Dalu Solanki jako kapłan-wróżbita - Rony Ghosh jako pan Shah - Vijayanti Uma Chauhan jako ciotka | - Hasumati Chudasama jako ciotka - Firyal Atchia jako ciotka - Baljit Kaur Rai jako pani Dhillon - Lakhvir Singh Rai jako pan Dhillon - Karuna Mohandas jako Beena - Jaheda Choudhury jako Meena - Kate Atherton jako śpiewak w pubie - Simon Brisk jako ekspedient u fotografa - Tom Cox jako wykidajło - Dipak Chauhan jako kierowca limuzyny - Jotinder Singh jako muzyk Dhol - Amandeep Singh jako muzyk Dhol - Ravish Limbachia jako muzyk Dhol - Samit Nayi jako muzyk Dhol - Scott Oram jako parkingowy strażnik miejski - Louise Jackson jako customer service advisor |